# Parque ecológico Cubitos
El Parque Ecológico Cubitos (PEC), es un área natural protegida que abarca 90.45 hectáreas, ubicada entre los límites municipales de Pachuca de Soto y Mineral de la Reforma, Hidalgo, México. Está dividido en tres zonas: de recuperación, de uso restringido y de uso intensivo; las dos primeras corresponden a la reserva ecológica del parque y la última está compuesta por una casa ecológica, el tuzuario, el herpetario, una granja interactiva, área de biopreservación, un jardín botánico, un laberinto, un arboretum, diecisiete viveros, tirolesa, un área de eco juegos, ciclopista, y calzadas. También en el parque es se encuentran el Centro de Educación y Capacitación Ambiental, el Banco de Germoplasma Forestal, el Centro Estatal de Vigilancia y Análisis Ambiental, y el Centro Laboratorio de Servicio del Sistema de Monitoreo Atmosférico.
La zona de uso intensivo: cuyo objetivo es el facilitar el desarrollo de infraestructura para las actividades de recreación, educación ambiental y programas que armonicen con el medio ambiente. La zona de recuperación y de uso restringido: el principal objetivo es la conservación de especies endémicas, raras o en peligro de extinción y asegurar los eventos reproductivos de la flora y fauna. Se ubica principalmente entre los cerros de Cubitos y Zopilote. En esta zona el acceso al público no está permitido.
Durante el año el parque acopia electrónicos, electrodomésticos, mobiliario de oficina, y campañas de reciclaje. También cada año se realiza una campaña de recolección de árboles de Navidad; el programa se realiza con el propósito de que estos no lleguen a los rellenos sanitarios, ya que representan un riesgo para la propagación de incendios. Estos se convierten en composta o para que pueda entregarlos a personas especializadas para que puedan realizar artesanías, mezclas orgánicas o en material usado en jardinería.

## Historia
El programa de ordenamiento urbano de la zona conurbada Pachuca-Mineral de la Reforma publicado el 28 de marzo de 1994, consideraba que los cerros de Cubitos y el Zopilote, deberían ser declarados como área natural protegida. Fue hasta el 30 de diciembre de 2002 que se decreta como área natural protegida con categoría de Parque Estatal.
El 5 de julio de 2012 se pusieron en marcha, nuevas áreas como el observatorio ambiental, centro de tecnología ambiental. El 4 de marzo de 2013, se registró un incendio con afectación de 18.4 hectáreas, y que fue sofocado un día después. En septiembre de 2013, la Semarnat Hidalgo concluyó la primera parte del proyecto de equipamiento con tecnología especializada.
La segunda etapa del proyecto, que contempló la construcción del laboratorio y la adquisición de más equipo especializado, finalizó en agosto de 2014. El 20 de agosto de 2014 el secretario de la SEMARNAT, Juan José Guerra Abud, y el gobernador del estado de Hidalgo, Francisco Olvera Ruiz inauguraron las instalaciones del Centro de Educación y Capacitación Ambiental, el Banco de Germoplasma Forestal, el Centro Estatal de Vigilancia y Análisis Ambiental y el Centro Laboratorio de Servicio del Sistema de Monitoreo Atmosférico.
En 2015 se inició el proyecto del Geoparque Comarca Minera que busca dar valor al patrimonio geológico, minero, arqueológico y cultural de la región de la Comarca Minera.  El 5 de mayo de 2017 la Unesco se designó de manera oficial al Geoparque Comarca Minera dentro de la Red global de geoparques, quedando el Parque ecológico Cubitos bajo la denominación de Depósitos tobáceos de Cubitos, como uno de los treinta y un geositios del proyecto.

## Geografía

### Ubicación
El Parque Ecológico Cubitos abarca 90 hectáreas y se localiza en la porción sur del estado de Hidalgo, entre los 20° 06′ 33″ y 20° 07′ 39″ de longitud norte y 98° 44′ 60″ y 98° 45′ 00″ de longitud oeste, abarcando los municipios de Pachuca de Soto y Mineral de la Reforma. Está rodeado por la Zona metropolitana de Pachuca de Soto. Dentro de los límites del parque no se tiene establecido ningún centro de población, a pesar de que en la zona de influencia se encuentran las siguientes colonias: Cubitos, La Raza, Fraccionamiento Bosques del Peñar y Adolfo López Mateos.

### Relieve e hidrografía

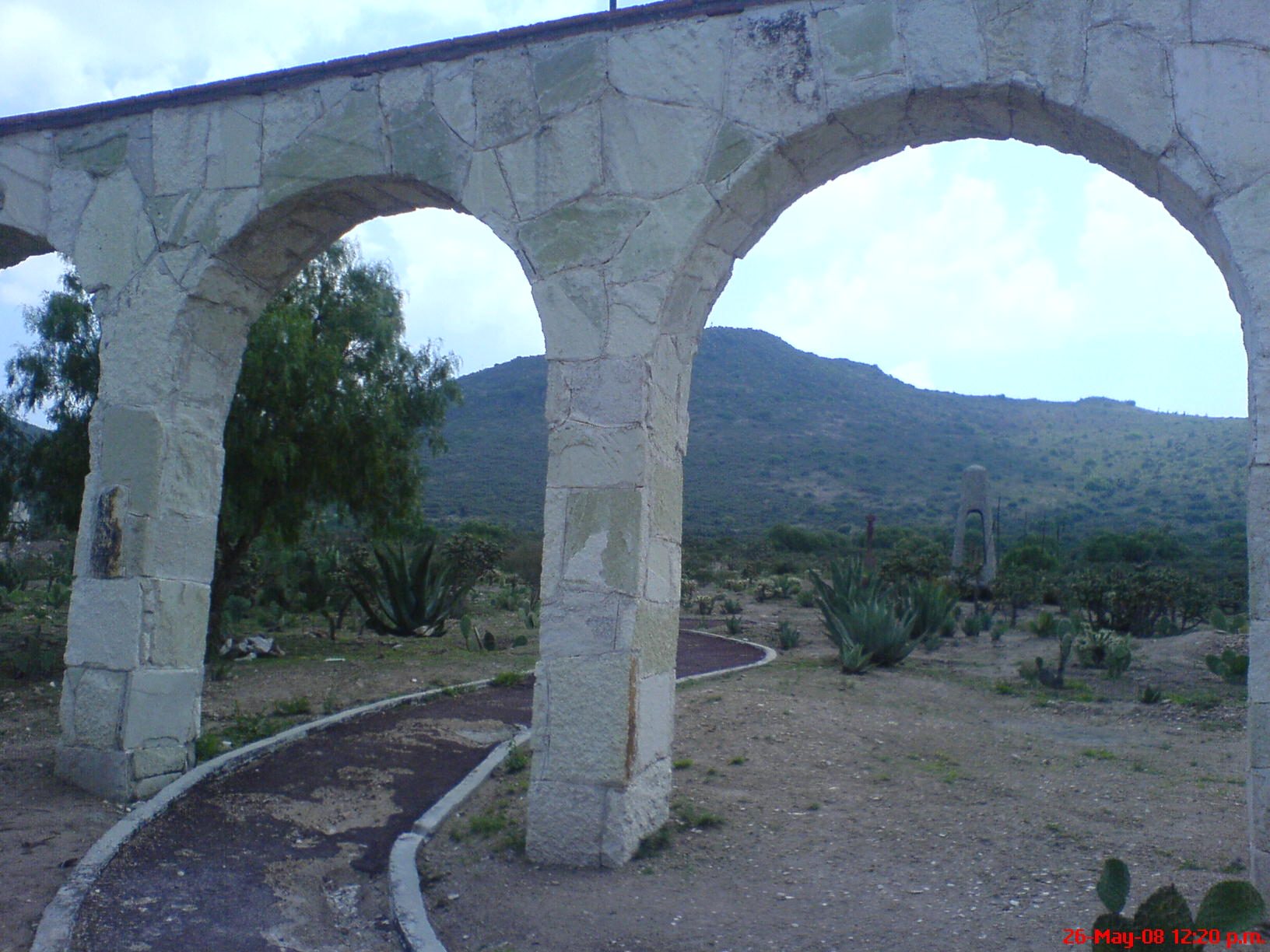
Arcos en Medio del Parque Ecológico de Cubitos.

En cuanto a fisiografía se encuentra al centro oriente de la Sierra de Pachuca, la cual pertenece a la subregión Lagos y Volcanes de Anáhuac de la región fisiográfica del Eje Neovolcánico. La elevación más importante es el Cerro Cubitos con 2590 m s. n. m. y el Cerro Saucillo con 2610 m s. n. m. Las rocas volcánicas del Oligoceno se encuentran en los depósitos tobáceos de Cubitos; la toba volcánica es un tipo de roca formada por la acumulación de piroclastos (fragmentos de roca arrojados durante una erupción explosiva) de grano fino, particularmente cenizas volcánicas. En lo que respecta a la hidrología se encuentra posicionado en la región hidrológica del Pánuco; en las cuencas del río Moctezuma; dentro de las subcuenca del río Tezontepec. No se cuenta con ningún cuerpo de agua dentro de la zona.

### Clima
Presenta en la mayor parte de su territorio un clima semiseco templado. La temperatura atmosférica promedio es de entre 10 °C y 16 °C; siendo abril y mayo los meses con la máxima temperatura promedio y diciembre y enero los meses con la mínima temperatura promedio. Su precipitación pluvial se ubica entre los 400 mm anual en promedio. El periodo lluvioso comprende los meses de mayo a octubre, el tiempo seco comprende de noviembre a abril. Las heladas se presentan en rangos de 40 a 70 días al año, principalmente durante los meses de diciembre y enero.

### Flora

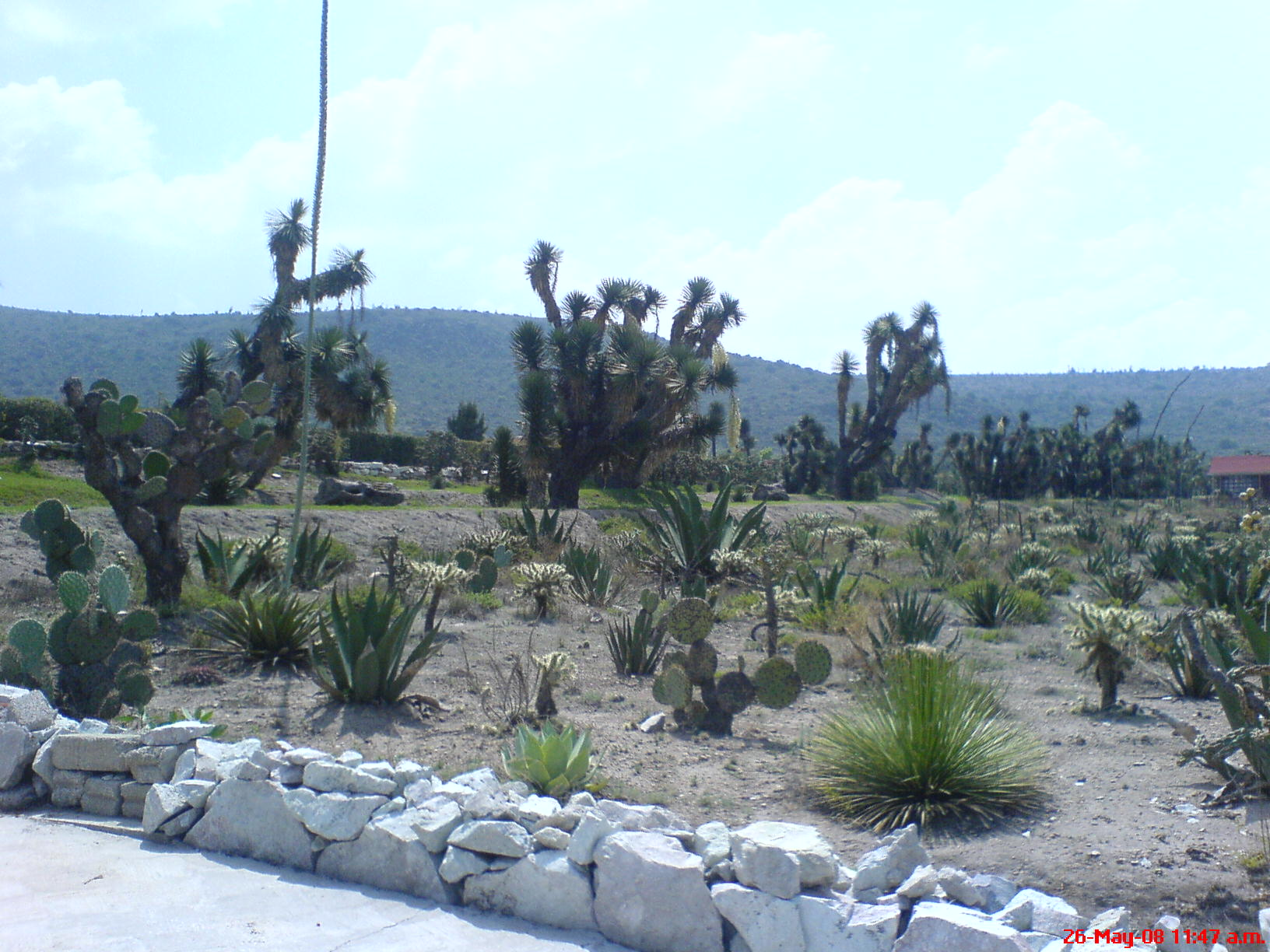
Parque ecológico Cubitos.

En el parque predomina la vegetación de matorral xerófilo (microfilo, rosetófilo y crassicaule). Existe una importante variedad de flora con 141 especies, 101 géneros y 37 familias. Las especies incluidas en la NOM‐059‐SEMARNAT‐2001 se reparten en 4 sujetas a protección especial, 2 en peligro de extinción  y 7 amenazadas.
Entre la vegetación correspondiente al matorral xerófilo abundan especies como agave lechuguilla, biznaga partida chiche de burro (Coryphantha pycnacantha), biznaga Ondulada de Espinas Planas (Stenocactus phyllacanthus), palo loco (Senecios praecox), nopal cardón (Opuntia streptacantha), nopal ardilla (Opuntia spinulifera), nopal camueso (Opuntia robusta), pirul (Schinus molle), cardón (Cylindropuntia imbricata), hierba blanca (Zaluzania augusta), entre otros.
Las especies que han sufrido una reducción notable en este ecosistema son, izote o palma (Yucca filifera), uña de gato o garabatillo (Mimosa biuncifera), y guapilla o lechuguilla (Hechtia podantha). Asimismo, están dentro de las consideradas como en peligro de extinción: garambullo (Myrtillocactus geometrizans), nopal arrastradillo (Opuntia cantabrigiensis), nopal duraznillo (Opuntia leucotricha) y biznaguilla (Coryphantha cornuta).

### Fauna
La fauna silvestre, descrita por grupo, registra a los anfibios con 2 especies, 2 géneros y 2 familias, los reptiles con 6 especies, 5 géneros y 4 familias; las aves con 23 especies, 22 géneros y 14 familias y los mamíferos con 20 especies, 17 géneros y 7 familias. De estas las especies que clasifican en algún estatus de la NOM‐059‐SEMARNAT‐2001 incluyen 5 amenazadas, 2 sujetas a protección especial, 1 en peligro de extinción y 1 rara.  Asimismo, existen registros de especies para las familias lepidópteros, arácnidos y abejas. En cuanto araneofauna se encuentra la araña manchada de jardín (Neoscona oaxacensis), araña de jardín bandeada (Argiope trifasciata), araña tejedora (Neoscona arabesca), araña manchada de Orizaba (Neoscona orizabensis), y araña tejedora de orbes laberinto (Metepeira labyrinthea).
En cuanto a la mastofauna, se tienen registradas 17 especies de mamíferos entre ellos se mencionan algunos posibles depredadores de nidos de las aves que habitan el parque como cacomixtle (Bassariscus astutus), ardilla (Spermophillus variegatus), así como perros y gatos domésticos. En cuanto a la avifauna, se cuenta con un listado preliminar donde se tienen registradas 23 especies de aves, incluyendo tres especies amenazadas y dos con protección especial según la NOM-059-SEMARNAT-2001. En el parque se ha reportado la presencia del chipe patilludo (Geothlypis formosa).
En cuanto a la avifauna también se encuentran el pinzón mexicano (Haemorhous mexicanus), cucarachero desértico (Campylorhynchus brunneicapillus), tortolita mexicana (Columbina inca), churrinche (Pyrocephalus rubinus), mosquero llanero o papamoscas llanero (Sayornis saya), cuitlacoche piquicurvo (Toxostoma curvirostre), toquí pardo o tarengo (Melozone fusca, anteriormente Pipilo fuscus), y turpial o  calandria café (Icterus spurius).

## Áreas del parque

### Bosquete
El Arboretum o Bosquete de Coníferas, presenta un área de 1.7 ha y está compuesto por pinos y otros árboles introducidos con el fin de evaluar la adaptabilidad de las especies a un clima diferente a su hábitat natural y asegurar que las reforestaciones que se hagan en la región con estas especies sean las adecuadas. Para iniciar la plantación de 1500 árboles se incorporaron más de 3000 m³ de tierra, son 40 especies de coníferas. Con dicha plantación se ha propiciado un microclima para el abrigo, la anidación y recarga de mantos acuíferos. El Bosquete de Yucas, ocupa un área de 0.7 ha y está compuesto por Yucca filifera, Dasylirion acrotriche, Yucca elephantides y Agave salmiana, entre otros. El propósito es conocimiento y protección de la flora nativa.

### Jardín botánico Ollintepetl

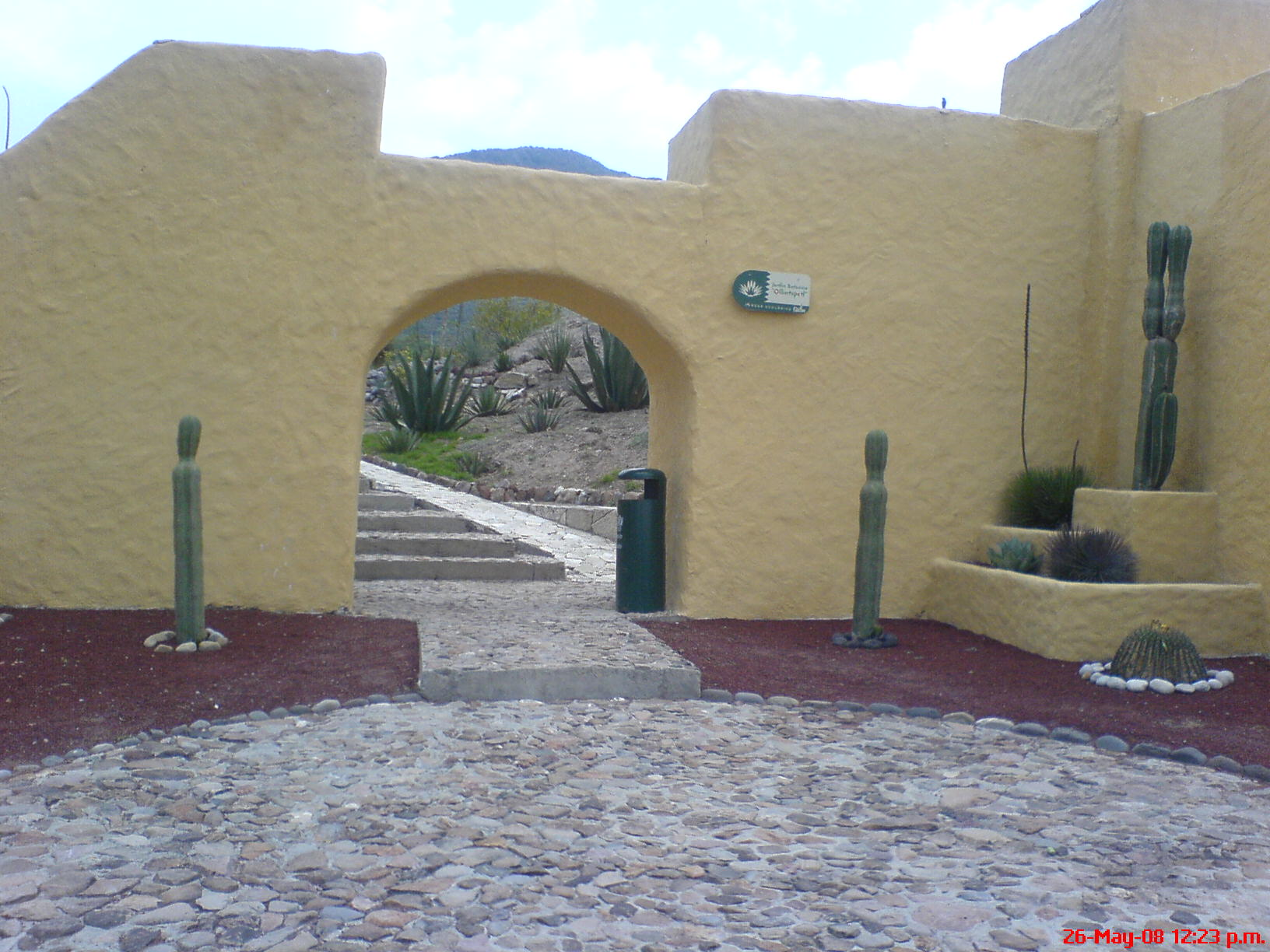
Jardín botánico Ollintepetl.

El Jardín botánico Ollintepetl, en un área 4.3 ha, con 2789 organismos. Tiene como fines la conservación, investigación y educación, el cual resguarda 25 géneros de cactáceas y 20 especies de agaves. Permite preservar el patrimonio florístico y etnobotánico local y regional, constituyéndose en un elemento determinante para la conservación y la creación de una cultura ecológica. Las cactáceas y plantas provienen de las regiones semiáridas del Valle de México, Valle del Mezquital y afluentes del río Amajac, río Metztitlán y río Moctezuma, además del estado de Querétaro. Este espacio cuenta con un programa de manejo, supervisado por la dirección general de vida silvestre de la Secretaría de Medio Ambiente y Recursos Naturales, y el personal técnico del parque, responsable de su manutención, que participan anualmente en la Reunión Nacional de Jardines Botánicos.

### Calzada de las opuntias y las yucas
La Calzada de las Yucas ocupa 0.4 ha y cuenta con yucas, algunas con más de 300 años de vida, que fueron trasladadas de varias partes del estado. Los visitantes conocerán los distintos productos que se pueden obtener de estas palmas y de los grandes beneficios que representan para la tierra y la forman que completan el ecosistema. La Calzada de las Opuntias, abarca 0.2 ha de área y muestra especies existentes en el estado de Hidalgo, principalmente opuntias y agaves. El propósito fundamental de la calzada es cambiar la idea que son especies tan comunes que no tienen importancia, mediante una plática sobre los productos que derivan de ellas y de la importancia cultural que han tenido desde nuestros antepasados en nuestro país.

### Tuzuario
El Tuzuario tiene como objetivo fomentar el conocimiento para todo público y la conservación de la especie tuza llanera (Cratogeomys tylorhinus) mediante la exhibición y el estudio de ejemplares vivos en una unidad de manejo para la conservación de la vida silvestre. Representa el primer tuzuario en México. El albergue donde se exhibe la especie está construido con vidrio permitiendo observar las galerías características de estos animales, facilitando así la observación del animal para el público e investigadores que realizan estudios de diferente índole.

### Casa ecológica

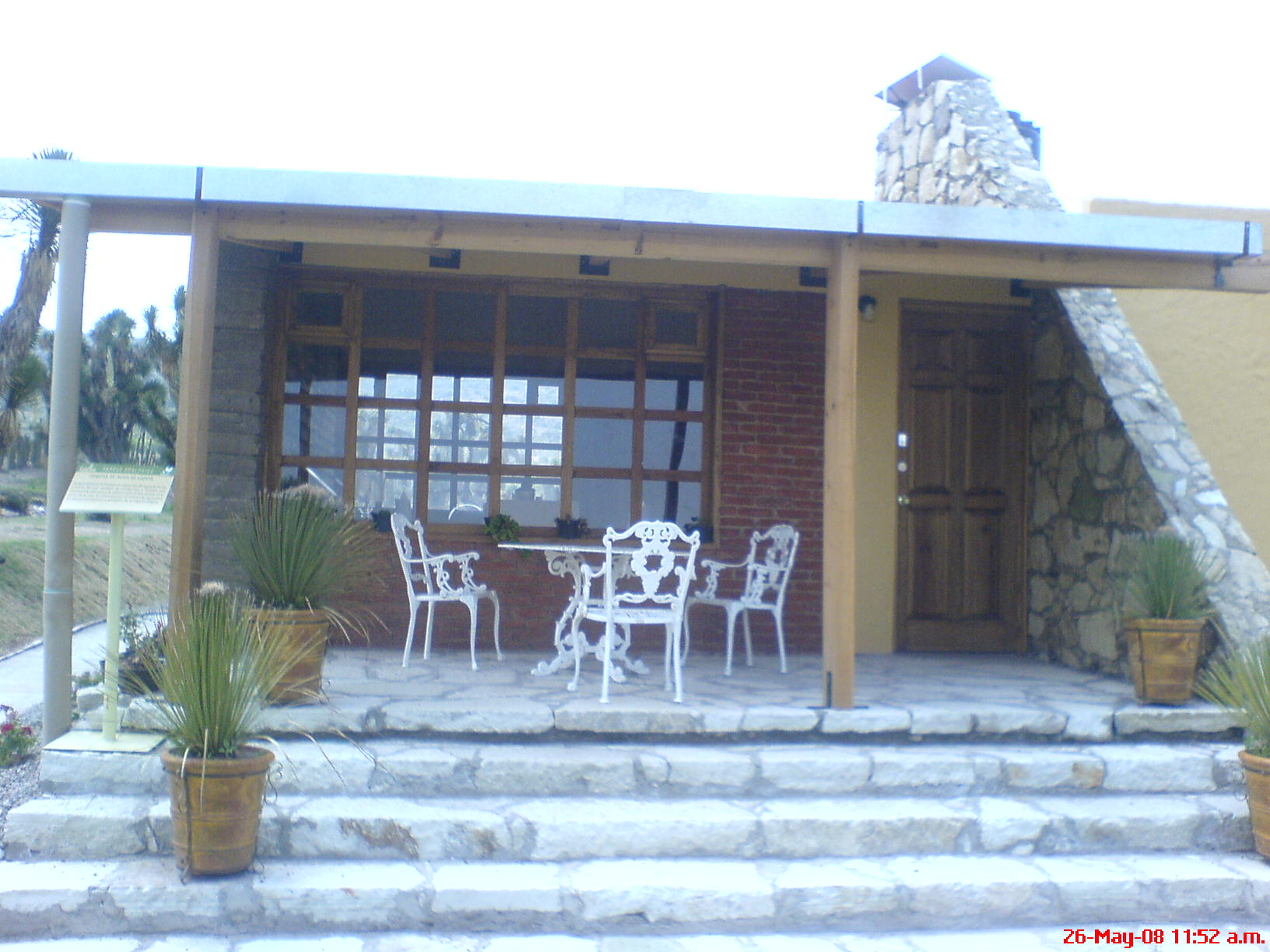
Casa ecológica.

La Casa Ecológica está construida para que puedan vivir cinco personas sin necesidad de acceder a más productos y servicios de los que se pueden producir en la misma casa. Para la energía eléctrica, la casa cuenta con una fotocelda para recibir los rayos del sol que posteriormente son convertidos en electricidad para hacer funcionar los aparatos que se tengan en casa, para la iluminación de la misma e incluso para una alarma antirrobos que funciona las 24 horas del día. En la habitación, las cajoneras y la cama también son de cartón resistente, el cobertor de mezclilla reciclada y las pantallas de las lámparas son de papel, en tanto que los adornos son de hoja seca de maíz.

### Esculturas

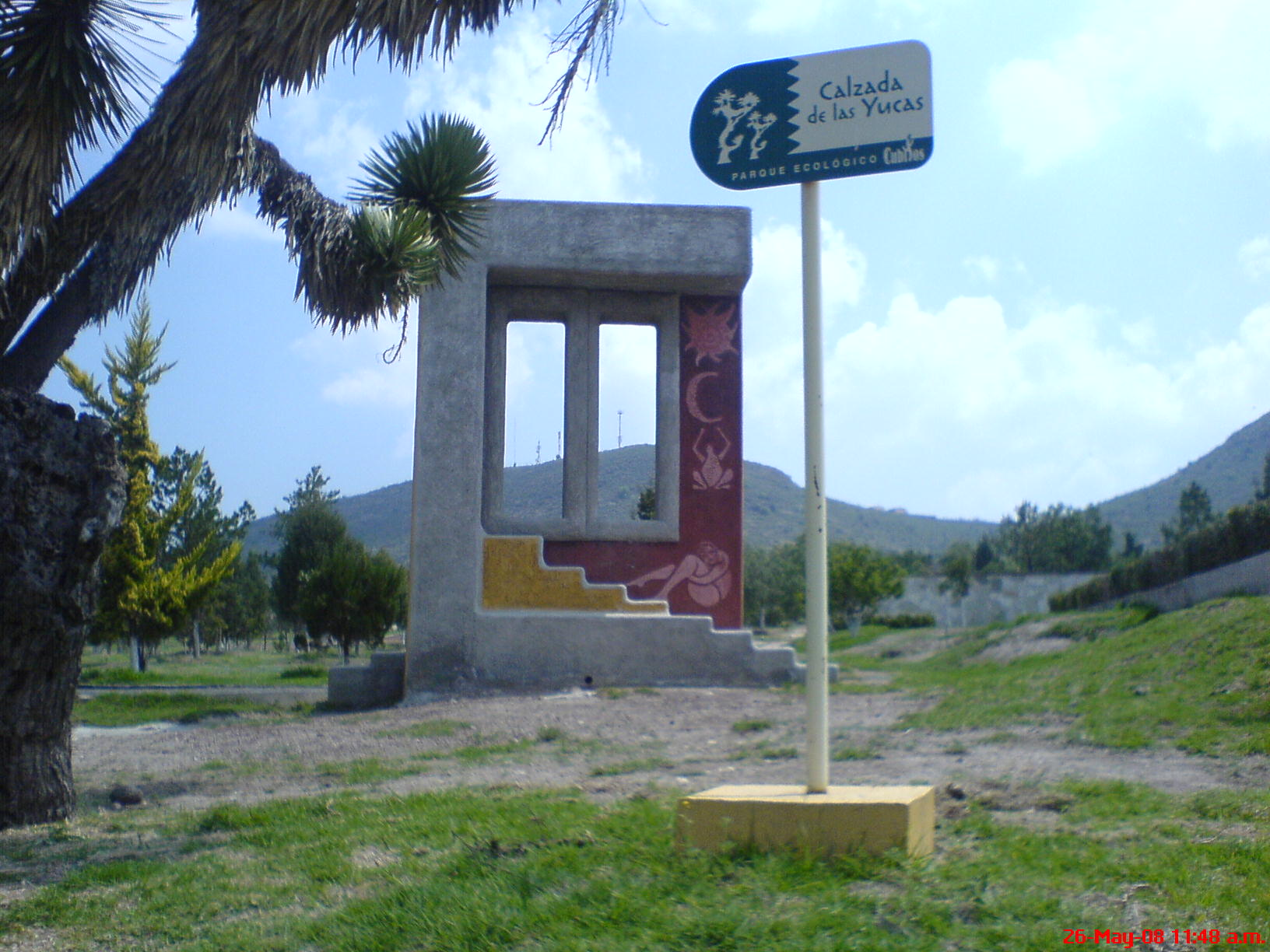
Escultura La vida a través de los ojos de la muerte.

La zona escultórica presenta un área de 1.5 ha; y presenta también árboles y arbustos introducidos y andadores. Son una serie de diez esculturas, que expresan su sentir por la naturaleza, su compromiso con la ecología y alternativas de conservación. Las esculturas son:
- Hombre pájaro de Gustavo Martínez Bermúdez;  representación de la integración que se debe dar para comprender y respetar la naturaleza, emprender el vuelo para separarnos de la postura depredadora.[25]
- Metamorfosis de María Estella Campos Castañeda. Realizada sobre estructura de acero, panel de cemento blanco, grano de mármol y poliuretano; los brazos mutilados simbolizan las limitaciones a que ha sido sometida la mujer mexicana.[25]
- Hombre abstracto de Xerxez Díaz Loya. Escultura en concreto armado, con pátina acrílica; hombre en posición vertical, incorporándose e integrándose al paisaje guardián ecológico y vigilante.[25]
- El Vigilante de Enrique Garnica, figura híbrida en la cual el hombre es a su vez animal, vegetal y mineral, ubicado para ver el desplazamiento del sol, reforzar la idea del hombre plantado en la tierra.[25]
- Ya semilla de José Hernández Delgadillo. Escultura en ferrocemento representa la semilla y la tierra, para recordar la necesidad que existe de cuidar las plantas y proporcionarles los medios necesarios para su desarrollo y existencia.[25]
- Los chochos de Adolfo Mexiac, aunada a la naturaleza demuestra que la vida es permanente.[25]
- Entre el cielo y la tierra de Ariosto Otero Reyes, esta es una escultura enseña que en la mano del hombre esta la capacidad de destruir o conservar la flora y la fauna.[25]
- La vida a través de los ojos de la muerte de Patricia Salas. La reflexión del artista es aprender de la muerte para valorar la vida; está representada por un calli (casa).[25]
- Canto a la vida de José Luis Soto González. Es una búsqueda del equilibrio, hombre/mujer, sol/luna, busca la integración con el paisaje del entorno.[25]
- Cactus obstinado de Eloy Trejo Trejo. Tallada en cantera, destaca la fuerza vital de las cactáceas.[25]

### Otras áreas
El laberinto se encuentra cercado de árboles denominados truenos, con alrededor de 3000 m². La ciclopista comprende una zona que permite a los visitantes realizar actividades deportivas al aire libre; en esta zona se encuentran especies nativas del estado de Hidalgo, el área ocupada por la ciclopista es de 9.2 ha. En el herpetario se encuentran siete especies de reptiles y anfibios de la región; y se conoce su importancia para el ecosistema. En la Granja Interactiva, que cuenta con los organismos propios de ese espacio como conejos, cabras, patos y becerritos; en la cual podrás interactuar con los animales que viven aquí y aprender cómo cuidarlos.
En biopreservación se aprende sobre las diferentes técnicas de conservación de organismos para su estudio e investigación, así como de la deforestación, especies en peligro de extinción, energías alternativas y ahorro de energía en casa. Los viveros cuentan con 17 módulos en los que producen planta forestal nativa de ornato como maguey, diferentes especies de pino, encino y enebro; dichas plantaciones son realizadas con fines de restauración del ecosistema del parque y zonas deforestadas del estado.

## Dependencias

### Centro de Educación y Capacitación Ambiental
El Centro de Educación y Capacitación Ambiental (CECA), este espacio busca acercar el conocimiento de los recursos naturales, así como promover el cuidado y respeto hacia el medio ambiente. El CECA cuenta con diferentes áreas como el Centro de Tecnologías Ambientales, Observatorio de cambio climático, Sala 3D, Áreas de exhibiciones de especímenes naturales, tirolesas y un tren eléctrico.
En una primera se instalaron una sala de tecnologías y un esfera de proyección. En una segunda etapa se instaló una sala de exhibiciones interactivas, que utilizan como herramienta principal el juego y que propician el trabajo en equipo y la socialización. Este espacio museográfico promoverá los hábitos de conducta y actitudes orientadas a favorecer la participación responsable en los ámbitos de la vida social con un enfoque sustentable.
El observatorio ambiental es área que ofrece en tiempo semi real las condiciones ambientales del planeta Tierra para que los visitantes adquieran ese conocimiento; y forma parte de la Red de Observatorios de México. Consta de una sala con cuatro proyectores dirigidos a una esfera de 2.4 metros de diámetro, una estación meteorológica y un simulador interactivo; en el observatorio son exhibidas imágenes satelitales como temporada de huracanes, temperaturas máximas y mínimas.
En el centro de tecnología ambiental los estudiantes, investigadores y público en general pueden interactuar con el uso de ecotecnias, con módulos de energía eólica, solar, biodigestor, biofiltro, sanitarios secos, zona de composta y cultivos orgánicos.

### Centro Estatal de Vigilancia y Análisis Ambiental
El Centro Estatal de Vigilancia y Análisis Ambiental, también llamado "C4 ambiental" posee cámaras para vigilar incendios y transmitirán en tiempo real lo que pasa en los centros de verificación, así como pantallas que observarán la calidad del aire de los municipios. Y concentra el equipamiento capaz de proporcionar un servicio de combate a la contaminación del estado.

### Centro Laboratorio de Servicio del Sistema de Monitoreo Atmosférico
El Centro Laboratorio de Servicio del Sistema de Monitoreo Atmosférico, cuenta con un laboratorio atmosférico, de pesaje y gravimetría, y cromatografía, que procesa diferentes sustancias para saber qué tipos de contaminación poseen la tierra, el agua y el aire del estado de Hidalgo.

### Banco de Germoplasma Forestal
El Banco de Germoplasma Forestal, recolecta semillas de especies vegetales de las diferentes regiones de la entidad. En dicho proyecto colaboran la Universidad Nacional Autónoma de México y la Comisión Nacional para el Conocimiento y Uso de la Biodiversidad (Conabio). El banco de germoplasma mantendrá el ADN de todas las plantas existentes en Hidalgo, que se estima sean unas dos mil plantas. Cuenta con un laboratorio para estudiar la semilla con el fin de preservar y reproducir especies en peligro.